# رقوئي بايين (باقران)
رقوئي بايين (بالإنجليزية: Roqui-ye Pain)‏ هي مستوطنة تقع في إيران في قسم باقران الريفي. يقدر عدد سكانها بـ 8 نسمة .